# Gaby Ruffo
Gabriela Martínez del Río Moreno (Mexikóváros, Mexikó, 1967. december 3. –), ismertebb művésznevén Gaby Ruffo, mexikói színésznő, énekesnő és műsorvezető. 
A szintén neves mexikói színésznő, Victoria Ruffo, illetve Marcela Ruffo producer testvére.

## Művészeti pályafutása
Karrierjét tizennégy évesen kezdte telenovellákban való szerepléssel testvére, Victoria mellett. Ezután 75 pályázó közül ő került ki győztesen mint a TVO zenés gyermekjátékverseny-show egyik műsorvezetője Liza Echeverría társműsorvezető mellett. A műsor betétdalaival három albumot is készítettek, közülük Mexikóban mindegyik aranylemez lett. A TVO műsorsorozat vége felé hétvégenként énekelni is járt az országban. Hónapokkal később a Llévatelo („Vidd haza!”) című műsorban szerepelt Paco Stanley oldalán. Ez idő tájt saját naptárat is kiadott mint modell. Később a Nuevas tardes („Új délutánok”) című műsorban szerepelt Diego Schoeninggel, majd színházban játszott az Ahí va la novia („Ott a menyasszony”), illetve a Piratas („Kalózok”) előadásban Manuel Valdés mellett. Ezt követően szórakoztató-központot nyitott gyerekek számára.
Legutóbbi munkája testvére szerepének, María de la Madrastra parodizálása volt a La parodia című kabarésorozatban. 2005-ben a La casa de los niños („A gyerekek otthona”) című rádióműsor producere, egyben társműsorvezetője volt José Eduardóval, amellyel elnyerte a legjobb rádiós gyermekműsornak járó Francisco Gabilondo Soler-díjat (2005).

## Életmű

### Televíziós szereplések
- Nuevas tardes (1997)
- Al derecho y al derbez (1993–1995)
- Llévatelo (1993)
- TVO (1990–1992)
- Un rostro en mi pasado (1990)
- Victoria (telenovella, 1987)
- Juana Iris (telenovella, 1985)
- La fiera (telenovella, 1983) – „Carmela”
- La traición (telenovella, 1983) – „Alicia”
- Quiéreme siempre (telenovella, 1982) – „Evelina”

### Filmszerepek
- Embrujo de rock (1998) (TV)
- Embrujo de rock (1995)
- Pandilleros (1989)
- El cornudo soy yo (1989)
- Ansia de matar (1987) – „María”
- Yo, el ejecutor (1987)

### Rádió
- La casa de los niños (2005)